# Dineshpur
Dineshpur là một thị xã và là một nagar panchayat của quận Udham Singh Nagar thuộc bang Uttaranchal, Ấn Độ.

## Nhân khẩu
Theo điều tra dân số năm 2001 của Ấn Độ, Dineshpur có dân số 8856 người. Phái nam chiếm 52% tổng số dân và phái nữ chiếm 48%. Dineshpur có tỷ lệ 57% biết đọc biết viết, thấp hơn tỷ lệ trung bình toàn quốc là 59,5%: tỷ lệ cho phái nam là 65%, và tỷ lệ cho phái nữ là 48%. Tại Dineshpur, 17% dân số nhỏ hơn 6 tuổi.